# Bafing (řeka)
Bafing je řeka v západní Africe, která protéká na území Guineje a Mali a v krátkém úseku tvoří i přirozenou hranici mezi oběma státy. Název řeky v jazyce Mandinků znamená černá řeka. U  města Bafoulabé se Bafing spojuje s řekou Bakoye a vytváří veletok Senegal. Délka toku činí 760 km. Povodí řeky má rozlohu 38 400 km².

## Průběh toku
Řeka pramení v pohoří Futa Džalon, severozápadně od města Mamou, v centrální části Guineje. Na horním a středním toku proudí převážně na severovýchod. Na dolním toku směřuje na sever. Na řece se nachází velké množství peřejí a vodopádů. Zhruba 90  km nad soutokem s řekou Bakoye byla v letech 1982 až 1988 postavena přehrada Manantali.

## Vodní režim
Průměrný průtok řeky u ústí činí 430 m³/s. Přirozený průtok Bafingu je jako u ostatních řek v povodí Senegalu velmi rozkolísaný. Nejnižší množství vody má v květnu, kdy může v některých úsecích i zcela vyschnout. Nejvyšších vodních stavů dosahuje v srpnu a v září. V tomto období na dolním toku protéká řekou až 2529 m³/s. Vodní režim dolního toku v současné době ovlivňuje přehrada Manantali, která svým zásobním objemem (11 km³) sloužícím k výrobě elektřiny nadlepšuje průtok řeky v období sucha.
Průměrné měsíční průtoky řeky ve stanici Dibia v letech 1951 až 1990:
Průměrný průtok řeky ve stanici Dibia během let 1951 až 1990 činil 332 m³/s.

## Využití
Řeka je využívána k zavlažování a k výrobě elektrické energie.